# 陽だまりの樹
『陽だまりの樹』（ひだまりのき）は、手塚治虫による日本の長編漫画、またそれを原作とした舞台劇・テレビアニメ・テレビドラマ。

## 概要
『ビッグコミック』（小学館）1981年4月25日号から1986年12月25日号まで掲載された。第29回（昭和58年度）小学館漫画賞青年一般部門受賞。
手塚は自身の先祖が府中藩松平播磨守の侍医であったことをおぼろげに知ってはいたが、本作の執筆の直接的な契機となったのは、1980年秋に順天堂大学大学祭での講演会において祖先の話に触れたところ、聴講した学生の一人より日本医史学会の深瀬泰旦による曽祖父・良仙について書かれた論文が送られてきたことである。この論文に触発され、深瀬とも直接面会し、作品を構想することとなった。なお、深瀬は後に、更に調査を加えた論文を執筆している。論文によれば良仙が福沢諭吉とほぼ同時期に大阪の適塾に入門していることから「福翁自伝」をひもといたところ良仙に関するエピソードがあり、劇中で有効活用されている。
幕末期の日本を舞台に、当時の開国、西洋文明と西洋人の流入からやがて続く倒幕、そして戊辰戦争という時代の流れの上で、対照的だが友情で結ばれた男の人生を綿密に構成されたストーリーで描いている。手塚作品の中でも『アドルフに告ぐ』と並んで緻密な取材と資料によって重厚に作劇されており、絵のタッチも劇画寄りである。主人公は二人存在し、一人は真っ直ぐな正義心の持ち主、悪く言えば世渡り下手で頑固者の武士の万二郎。もう一人は融通が効き人付き合いが良い性格、悪く言えば女好きで遊び好きでお調子者の蘭方医・良庵、のちの良仙である。
タイトルの「陽だまりの樹」は、作中において主人公の伊武谷万二郎に対し、水戸学の弁証家である藤田東湖の自宅の庭の虫に食われた桜の樹を当時の日本の姿に例えて語ったものである。

## あらすじ
19世紀後半、欧米が市場を求めてアジアへ進出した世界状況で日本の安全保障を確保するには、天皇の権威を背景に江戸幕府を中心とする体制を再編し、国体を強化する必要があるとする東湖だが、その幕府は慣習に囚われた門閥で占められていた。東湖はこの状態を”シロアリ等々の虫に食い荒らされ、中身が腐って倒れる寸前の老木のようなもの”だとして「陽だまりの樹」と呼ぶ。閉塞状況を打開するものは青年の行動力以外にないとする東湖の言葉は、回天史詩の「三度死を決し」を愛唱する関東小藩の下級藩士であった伊武谷万二郎の胸に熱い思いを刻み込んだ。
主人公の万二郎は無骨で真面目、退屈なお勤めに疑問も抱かず、登城のマラソンもいつも一番という、平時の武士として見本のような男であった。一方、もう一人の主人公である蘭方医の良庵は、医師の家に生まれて大坂適塾で医師の門をくぐったエリートだが、江戸に戻っても放蕩ぶりが父の良仙に厳しく戒められるほどの遊び人。江戸っ子らしく間口は広いが封建的で権力闘争に終始する医学界には批判的であり、また人間らしく生きたいとする夢想家のノンポリとして時代を眺めている。対照的な万二郎と良庵だがなぜか二人はウマが合った。
安政の大地震に際して被災者を誘導し無事に避難させたことから阿部正弘の目に留まった万二郎は、アメリカ総領事タウンゼント・ハリスへ幕府側からの護衛として派遣され、友人となる通訳ヘンリー・ヒュースケンと出会う。一方良庵は、幕府から提案された種痘所開設を目指して良仙と共に尽力するが、西洋医学を嫌う御典医達から様々な嫌がらせを受ける。
その後、軍制改革により農兵隊の隊長となった万二郎は、朽ちかけた「陽だまりの樹」である幕府への忠誠だけでなく、自分が本当に守りたいと思う人々との出会いにより銃を取り、戊辰戦争の戦場の煙に消えた。万二郎と情熱を傾けて語り合った西郷隆盛は、流れに逆らっても何にもならないと呟く。これに対し、傍観者だったはずの良庵は、時代に合わせるだけが生き方ではない、と反発する。
明治に移り、皮肉にも流れに逆らって自滅の道を選んだ西郷を討つための西南戦争に従軍する良庵。時代は彼を高位の軍医、手塚良仙に変えていた。出陣する準備の中、心のなかに現実に屈せず理想を追った友人への憧憬がよぎる。その良庵も戦場で赤痢に斃れ、時代に流されて帰らなかった。

## 登場人物
人物説明は原作についてのもの。

### 架空の人物
伊武谷万二郎
常州府中藩士。安政の大地震の避難民を避難させたことで幕府に認められ、下関の米国使節の警備役に抜擢される。攘夷派であるもののそこで米国使節と交流を持ち友情を育む。気難しいハリスの接待にも成功する。その後江戸に戻り幕府陸軍歩兵隊の創設に関与。幕政の改革を志しつつ、倒れ行く幕府に忠誠を尽くす。最後は彰義隊に参加して、敵の砲撃によって姿を消した。帰るべき場所（家族や友達のもと）には永久に戻らなかったことが明言され、その死を示唆していると言えるが、蝦夷地に向かったとの噂も記されてはいる。
直情径行型の性格で世渡りが下手だが剣は強い。誠実な人柄は幕末の偉人達や外国人ですら心を動かすこともある。元々攘夷派であったがハリスやヒュースケンの交流の末に開国し国を強くするという方針に変更する。また、挨拶程度の英語は言えるようになった。
伊武谷千三郎
万二郎の父。万二郎と同様に硬骨な武士。刺客に狙われた良仙を守ろうとして足を滑らせ、堀に落ちて心臓発作で死ぬ。
とね
万二郎の母。武家の母らしく、優しさと厳しさを合わせ持つ女性。夫の仇の妹であるお綾を許せず、食事を与えず死なせようとするが、江戸が洪水になると思わず助け、やがて万二郎と綾の結婚を後押しする。
庄助
かつて伊武谷家があった永沢村の庄屋。万二郎の歩兵隊創設に協力する。
多紀誠斉
種痘事業を妨害する狭量な漢方医。医学館副督事。蘭方医を敵視して徹底的に排斥するが、自身がコレラに罹患するに至ってもあくまで漢方にこだわり、回復することなく死亡する。
多紀元迫
誠斉とともに蘭医を迫害するが、中途から蘭方の優越性を認め協調を図る良心派。そのため誠斉に地下倉に監禁されてしまう。
おせき
元麻布善福寺住職・旦海貞徴の娘。良庵と万二郎が思いを寄せる。人殺しが嫌で武家を嫌うが万二郎に惹かれていく。しかしヒュースケンに犯されたことをきっかけに、以前より望んでいた尼寺に入る。
十三奴
曾根崎新地の廓の妓。客として来た良庵に治療を受けるが、漢方医の誤診で死亡する。
星鶴
曾根崎新地の廓の妓。声の出なくなる漢方薬で良庵をだまし、からかっていた。
豆鶴
曾根崎新地の廓の妓。星鶴の言葉を伝える役で、星鶴とともに良庵をだます。
丑久保陶兵衛（山犬陶兵衛）
新田宮流居合術の達人。蘭医の誤診で妻を不治の体にされたため、蘭学者、外国人すべてに屈折した恨みを持つ。攘夷派の旗本の配下で幾度となくテロ行為に及び、万二郎とたびたび切り結ぶ。
さと
陶兵衛の妻。安政の大地震で死亡。
佐伯甚七郎
府中潘江戸詰家老。出世と保身のために要領よく立ち回るだけの人物で、万二郎が安政の大獄に連座した際は脱藩者扱いにして無関係を決め込む。
お品
安政の大地震で助けられた万二郎に思いを寄せる大坂の商家の娘。万二郎を憎む陶兵衛に犯されるが、万二郎を守るため陶兵衛の妻に甘んじ、やがて子をもうける。陶兵衛の死後は将来を悲観して子を殺め、彰義隊に参加した万二郎のもとへ向かうもそこで戦死する。
お紺
良庵が大阪で知り合った夜鷹。度胸と商才を兼ね備えた女傑。江戸品川に料亭豊屋を開き、良庵はたびたび店に訪れる。コレラに罹患して良庵に治療を受け、また臀部の刺青を除去する手術も受けるなど、強い縁で結ばれる。
平助
下田の猟師。武士に憧れ、万二郎につき従う。人のいい初老の小男だが一撃必殺の剛剣の使い手であり、敵と見れば凄まじい殺気を放ち劇中立ち合った者のほとんどを一太刀で絶命させている。
伝吉
南町奉行所与力配下の目明し。
保谷兵吾
南町奉行所与力配下の同心。
磯貝長八郎
井伊・長野の腹心。
多磨屋成吉
義父を殺して多磨屋の主人に収まった。悪辣な性格。
辰蔵
永沢村の百姓。歩兵隊に入る。
権十
永沢村の百姓。歩兵隊に入る。
清吉
永沢村の百姓。歩兵隊に入る。
お綾
万二郎の父・千三郎の仇である楠音次郎の妹。知らずに出会った万二郎が一目ぼれする。真忠組壊滅の後、評定所の取り調べで拷問を受け、それがもとで脳障害を起こし万二郎の家で生ける屍のようになるが、万二郎の献身的な看護で徐々に回復。万二郎と祝言を上げる。

### 実在の人物
手塚良庵→手塚良仙（三代目）
江戸三百坂の医師。適塾で緒方洪庵に蘭学を学ぶ。父の良仙とともに種痘所（後の西洋医学所、東京大学医学部の前身）の創設に関与。父の死後は良仙の名を継ぐ。万二郎とは恋敵、ケンカ相手ながら友人として理解し合う。女にだらしなく、色街にばかり出入りしているがここぞという時には本気を出す人物として描かれている。実は、原作者の曽祖父であることが最後の一コマで語られて、物語は終わる。
手塚良仙（二代目）
良庵の父。種痘所の創設に情熱を傾け、必要性を幕府に説く中心となって、それを実現させる。卒中で倒れ、帰らぬ人となる。モデルとなった人物は、万二郎が属する常陸府中藩の侍医であったが、その描写は本作にはない。
お中
良庵の母。おおらかな性格の女性。コレラで死亡する。
おつね
良庵の妻。良庵が見合いの相手と知らずに大坂から江戸に帰る船の中で出来心で手をつけた女性。気の強いしっかり者で良庵を尻に敷くが、良庵のたびたびの浮気に悩まされ、夫婦喧嘩が絶えない。それでも時折見られる良庵の剛直な一面にはしっかり惚れ込んでおり、夫婦関係はおおむね良好。芝居が好きで、俗っぽい性格。
海香
良庵の妹。
玉江
良庵の妹。
大槻俊斎
海香の夫。蘭方医で種痘所創設の中心人物の一人。種痘所（のちに西洋医学所）開設後は頭取となる。
手塚良斎
玉江の夫で良仙の養子。蘭方医。
千葉周作
玄武館を開く江戸一の剣客。臨終の場面のみの登場。
清河八郎
千葉周作門下の北辰一刀流剣術の達人。物語冒頭で万二郎と対決する。幕末きっての策士でありお玉が池に清河塾を開き、やがて浪士組を結成して上京する。
小野鉄太郎→山岡鉄太郎
千葉周作門下の若き剣の達人。万二郎の人柄に惚れ込み、良き友、剣の師匠としても親交を深める。一時は浪士組に参加し、後には勝の命で江戸城明け渡しの使者となる。
原田磊蔵
生真面目で優秀な適塾生。奉行所のはからいで良庵の腑分けの手伝いをした。
緒方洪庵
蘭方医・蘭学者。大坂で適塾を開き、種痘にも尽力する。良庵の恩師。後に奥医師・西洋医学書頭取として江戸に迎えられる。
八重
洪庵の妻。温厚で面倒見の良い女性で塾生たちに慕われている。
大鳥圭介
適塾時代の良庵の同僚。
福澤諭吉
適塾時代の良庵の悪友。咸臨丸で米国へ渡航し、後に慶応義塾を開く。
作中の良仙が遊郭通いで用いた変名や、遊女の偽手紙に騙されるシーンは『福翁自伝』からの取材。
伊東玄朴
蘭方医。名誉欲が強く吝嗇。種痘所創設を井伊に直訴し許可を勝ち取り、後に奥医師、法印となる。
多紀元堅
医学館総裁。蘭方医を妨害する多紀派の重鎮。
多紀元琰
奥医師取締法印。蘭方医を妨害する多紀派の重鎮。
楠音次郎
無頼の浪人。小野派一刀流の使い手で、蘭学医をつけ狙う。万二郎とは白昼堂々おせきを強姦しようとして切り結び、かつ万二郎の父の死にも深く関与しており浅からぬ因縁がある。後に真忠組の首魁となり、軍を率いた万二郎と再び対決する。
藤田東湖
万二郎が私淑する水戸学の第一人者。彼の漢詩の一節は、万二郎がたびたび作中で朗誦する。安政の大地震で老母を庇って圧死。
阿部正弘
開明的な幕府の老中。万二郎の噂を聞き、彼を取り立てるきっかけを作る。
徳川斉昭
水戸藩主で幕府の重臣。攘夷派。
堀田正睦
幕府の老中首座。蘭癖とあだ名されるほどの蘭学好き。
タウンゼント・ハリス
アメリカ公使として来日した外交官。頑固な性格で幕府の交渉役を困らせる。江戸に来る際は幕府の不手際から帰ろうとするが、万二郎から富士山を見させられ、その雄大な背景から怒りを鎮めた。その後体裁を取り繕うばかりの日本人の中で唯一の例外として万二郎に信頼を寄せる。
ヘンリー・ヒュースケン
ハリスの通訳。万二郎とは最初は文化の違いから仲違いするものの、友情を結ぶようになり攘夷の徒であった彼を変えてゆく。外交官としての使命感は強いがその一方で女性に対しては節操のない性格をしている。攘夷派に暗殺される。
井上信濃守
下田奉行。
森山多吉郎
調役、通詞。有能だが驕慢な人物で、陰で策謀を巡らしハリス達の自由行動を制限しようとする。
お吉（唐人お吉）
ヒュースケンと互いに思い合う仲になるが、誤解から悲劇的な結末を迎える。
橋本左内
適塾出身の福井藩士。幕府改革をもくろむ一橋派で万二郎を勧誘する。安政の大獄で斬首される。
勝麟太郎→勝海舟
飄々とした性格の幕臣。江戸城内で勝手の分からない万二郎に助け舟を出し、以後も交流が続く。
川路聖謨
清廉な性格の改革派幕臣。種痘所設置を陰ながら助ける。
徳川家定
病弱な13代将軍。彼の病を巡り、御殿医と蘭学医の攻防が繰り広げられる。なお病気については当時発見されたばかりの副腎機能障害アジソン病と解釈されている。
西郷吉之助→西郷隆盛
薩摩藩士。万二郎の人柄と能力を高く評価し、一橋派による幕政改革の一端に万二郎がすでに組み込まれていることを示唆する。大獄後の長州征討の際も薩摩閥への参入を促すが、あくまで幕府の再建を貫こうとする万二郎と相容れることはなく終盤の上野戦争において敵として対峙することになる。
井伊直弼　　
西洋嫌いで保守的な彦根藩主。大老就任後は開国路線に転じたが陰で私腹を肥やしている。
長野主膳
井伊の懐刀。万二郎を危険分子とみなし投獄する。
安藤広重
浮世絵師。コレラで死亡。
梅田雲浜
元小浜藩士。安政の大獄で捕えられる。
高橋多一郎
水戸藩士。万二郎が持参した井伊一派の不正を記した書類を安島に取り次ぐ。その後桜田門外の変を首謀。
安島帯刀
水戸藩家老。万二郎より井伊一派の不正を記した書類を受け取る。
有村次左衛門
薩摩藩士。桜田門外の変で井伊直弼を殺害。
安藤対馬守
幕府の老中。
芹沢鴨
浪士組隊士。凶暴で残忍な性格。万二郎の部下を拷問のすえ斬殺する。
土方歳三
浪士組隊士。
村田蔵六→大村益次郎
適塾出身で、江戸へ出てきた師の洪庵の饗応を良庵とともに取り仕切る。後に上野戦争で官軍の指揮を執り、最新式の長距離砲・アームストロング砲を投入して彰義隊を一掃する。
チャールズ・ワーグマン
イギリスの新聞記者。横浜居留地からお紺とともに歩兵組屯所の取材に来る。後に近代漫画の原点とされる漫画雑誌「ジャパン・パンチ」を創刊する。
坂本竜馬
長州征討に向かう万二郎が出会った元土佐藩士。泥酔して街中で発砲する歩兵たちを万二郎とともに取り押さえるが、勝海舟仕込みの大掛かりな倒幕論を展開して万二郎の反感を買う。
清水港の長五郎
川でおぼれた万二郎を助けた清水港の侠客。
徳川慶喜
15代将軍。鳥羽・伏見の戦いで敗戦後、大坂より江戸に脱出し、朝敵にされると江戸城を出て謹慎した。

## 単行本
- ビッグコミックス『陽だまりの樹』全11巻（小学館）
- 小学館叢書『陽だまりの樹』全7巻（小学館）
- 手塚治虫漫画全集『陽だまりの樹』全11巻（講談社）
- 小学館文庫『陽だまりの樹』全8巻（小学館）
- ビッグコミックスワイド『陽だまりの樹』全6巻（小学館）
- 手塚治虫文庫全集『陽だまりの樹』全6巻（講談社）

## 舞台劇

### 1992・1995・1998年
1992年、1995年と1998年に中井貴一（手塚良庵）、段田安則（伊武谷万二郎）主演で舞台化された。手塚治虫（中井貴一（一人二役））の時間取材旅行に同行する編集担当者役に仙道敦子（1992年）、深津絵里（1995年）、宮沢りえ（1998年）。アトム役に円城寺あや。横内謙介脚本、杉田成道演出、銀座セゾン劇場。

### 2002年
『陽だまりの樹〜第一楽章〜』として2002年11月に『81ドラマティックカンパニー』が舞台化。池袋・芸術劇場と近鉄小劇場で上演された。主演は中尾隆聖（手塚良庵）、関俊彦（伊武谷万二郎）。他の出演者は平田康之、大竹宏(手塚良仙)、堀勝之祐、仲木隆司など。劇作は宇井孝司、演出は斯波重治。

### 2012年
おおむね原作の流れに沿った構成だが、ラストは安政の大獄までで、万二郎の行動は大いに異なる。
- 脚本・演出　樫田正剛
- 東京：サンシャイン劇場　4月13日 - 4月23日
  - 主催：テレビ朝日・キョードーファクトリー
- 大阪：新歌舞伎座　5月4日 - 5月20日
  - 主催：新歌舞伎座
  - 協力：朝日放送
- 名古屋：中日劇場　5月24日 - 5月27日
  - 主催：中日新聞社
  - 協力：キョードー東海

#### キャスト
- 手塚良庵:上川隆也
- 伊武谷万二郎:吉川晃司
- 山犬陶兵衛:岡本健一
- おせき:高野志穂
- 芸者浮舟:花影アリス
- 手塚良仙:石倉三郎
- 勝海舟:瀬下尚人
- 多紀誠斉:岡森諦
- 太田東斉(良仙の弟子):小林十市
- 芸者音吉:斉藤レイ
- ヒュースケン:伊藤高史
- 多磨屋成吉:長谷川純
- 楠:加藤照男
- 井伊直弼:本郷弦
- おさと:大村美樹
- 伊藤玄晃(良仙の弟子):小野健太郎
- 芸者十三奴:田実陽子
- 雉井:湯田昌次
- 猿田:鈴木健介
- 井上:木村優希
- 天満雄二郎:岸本康太

### 2020年
『新 陽だまりの樹』のタイトルで上演予定だったが、新型コロナウイルスの感染拡大およびイベントの自粛要請に伴って、全公演が中止となった。その後、無観客で収録されたものが2020年8月22日に日テレプラスで放送された。

#### キャスト (2020年)
- 伊武谷万二郎 - 上川隆也
- 手塚良庵 - 中村梅雀
- 丑久保陶兵衛 - 葛山信吾
- お品 - 緒月遠麻
- おせき - 山田菜々
- 勝麟太郎(のちの勝海舟) - 風間杜夫

#### スタッフ (2020年)
- 脚本 - 中島かずき
- 演出 - 宮田慶子

#### 予定されていた日程 (2020年)
- 東京・東京建物 Brillia HALL（豊島区立芸術文化劇場）、2020年4月3日 - 4月19日
- 福岡・福岡市民会館、4月28日
- 熊本・熊本城ホール、4月30日
- 大阪・新歌舞伎座、5月8日 - 5月10日
- 名古屋・愛知県芸術劇場、5月16日 - 5月17日

### 2021年
- 脚本・演出　樫田正剛
- 東京：ヒューリックホール東京　3月5日 - 3月14日
  - 主催：エイベックス・エンタテインメント
- 大阪： 梅田芸術劇場 シアター・ドラマシティ　3月27日 - 3月28日
  - 主催：リバティ・コンサーツ

#### キャスト
- 手塚良庵:菅田琳寧
- 伊武谷万二郎:早乙女友貴
- おせき:日比美思
- 太田東斉:阿達慶
- 伊東玄晃:太田将熙
- 多紀誠斎:近江谷太朗
- 井伊直弼:我善導
- ヒュースケン:高木トモユキ
- 手塚良仙:中西良太
- 勝海舟:ダンカン
- 川島弘之
- あやかんぬ
- 金谷春来
- 桑畑亨成
- 虎太郎

### クラーク記念国際高等学校
クラーク記念国際高等学校の東京キャンパスに1998年から設置されているパフォーマンスコースの生徒による舞台公演が2003年、2007年、2013年、2017年に六行会ホールにて行われた。

## アニメ
2000年4月5日から9月20日まで日本テレビほかで放送された。全25話。第4回文化庁メディア芸術祭アニメーション部門優秀賞を受賞
。本作は、手塚作品としては珍しく手塚プロダクションが一切制作に関与していない作品でもある。放送枠の関係から原作のメインキャラクターである平助などが登場せず、いくつかのエピソードも大幅に省略･カットされている。（主な例では丑久保陶兵衛が妻を不治の体にされ、蘭方医を憎むようになったエピソードなど）

### 声の出演
- 手塚良庵：山寺宏一
- 伊武谷万二郎：宮本充
- おせき：折笠富美子
- 手塚良仙：永井一郎
- お紺：松本梨香
- 丑久保陶兵衛：納谷六朗
- 伊武谷千三郎：大木民夫
- おなか：堀越真己
- 万二郎の母：幸田直子
- お品：三石琴乃
- おつね：沢海陽子
- 綾：根谷美智子
- 清河八郎：家中宏
- 山岡鉄太郎（山岡鉄舟）：関智一
- 多紀誠斉：郷里大輔
- 多紀元迫：小形満
- 大槻俊斎：小形満
- 緒方洪庵：有本欽隆
- 緒方八重：くればやしたくみ
- 大鳥圭介：前田剛
- 福澤諭吉：志村和幸
- 原田磊蔵：高瀬右光（第4話）→梅津秀行（第8・19・20話）
- 伊東玄朴：牛山茂
- 楠音次郎：檜山修之
- 藤田東湖：田原アルノ
- 阿部正弘：楠見尚己
- 堀田正睦：沢木郁也
- タウンゼント・ハリス：梁田清之
- ヘンリー・ヒュースケン：小形満
- 橋本左内：二又一成
- 勝海舟：小杉十郎太
- 川路聖謨：田原アルノ
- 徳川家定：津田健次郎
- 西郷隆盛：屋良有作
- 井伊直弼：加藤精三
- 安島帯刀：岩田安生
- 芹沢鴨：梁田清之
- 大村益次郎：坂東尚樹（第19話）→小村哲生（第25話）
- 坂本龍馬：井上倫宏
- チャールズ・ワーグマン：坂東尚樹
- 吉田松陰：前田剛
- 箕作阮甫：高瀬右光
- 多紀元堅：小和田貢平
- 多紀元琰：沢りつお
- 戸塚静海：小室正幸
- 林洞海：小和田貢平
- 井上清直：高瀬右光
- 高橋多一郎：星野充昭
- 有村次左衛門：高瀬右光
- 佐野竹之助：木内秀信

- ナレーション：中井貴一

### スタッフ
- 監督 - 杉井ギサブロー
- シリーズ構成 - 浦畑達彦
- キャラクターデザイン・総作画監督 - 江口摩吏介
- 美術監督 - 金村勝義
- 撮影監督 - 白井久男
- 色彩設計 - 児玉尚子
- 音楽 - 松居慶子
- 音響監督 - 藤山房伸
- 主題歌
  - オープニングテーマ「Hidamari no ki 〜まなざし〜」作曲・編曲 - 松居慶子
  - エンディングテーマ「光の向うへ」（第1話 - 第13話）作詞・作曲・編曲 - KEN NAKAMURA / 歌 - Charcoal
  - エンディングテーマ「High Dive」（第14話 - 第25話）作詞・作曲・編曲 - 白岩萬里 / 歌 - Charcoal
- プロデューサー - 山下洋、大島満、田村学、丸山正雄
- アニメーション制作 - マッドハウス
- 企画制作 - 日本テレビ
- 製作著作 - バップ、小学館

### 各話リスト
| 話数       | サブタイトル | 脚本       | 絵コンテ                | 演出                    | 作画監督       | 放送日        |
| ---------- | ------------ | ---------- | ----------------------- | ----------------------- | -------------- | ------------- |
| 第一話     | 三百坂       | 高屋敷英夫 | 杉井ギサブロー          | 杉井ギサブロー          | ふくだのりゆき | 2000年 4月5日 |
| 第二話     | 良庵出帆     | 水上清資   | 永丘昭典                | はしもとなおと          | 河村明夫       | 4月12日       |
| 第三話     | 曽根崎新地   | 川嶋澄乃   | 青山弘                  | 青山弘                  | 大下久馬       | 4月19日       |
| 第四話     | 嵐の前       | 高屋敷英夫 | 江上潔                  | 江上潔                  | 小林ゆかり     | 4月26日       |
| 第五話     | 安政の大地震 | 川嶋澄乃   | 杉井ギサブロー 松尾衡   | 杉井ギサブロー          | ふくだのりゆき | 5月3日        |
| 第六話     | 除痘館       | 大久保智康 | 郷敏治                  | 郷敏治                  | 渡辺和夫       | 5月10日       |
| 第七話     | ハリス来航   | 川嶋澄乃   | 水草一馬                | 青木新一郎              | 河村明夫       | 5月17日       |
| 第八話     | 悲報と破門   | 高屋敷英夫 | 水草一馬                | 増原光幸                | 太田雅彦       | 5月24日       |
| 第九話     | 神田川の対決 | 川嶋澄乃   | 江上潔                  | 江上潔                  | 小林ゆかり     | 5月31日       |
| 第十話     | 請願書       | 川嶋澄乃   | 渕上真                  | 渕上真                  | 大下久馬       | 6月7日        |
| 第十一話   | 将軍謁見     | 高屋敷英夫 | くずおかひろし          | 郷敏治                  | 渡辺和夫       | 6月14日       |
| 第十二話   | 奥医師       | 川嶋澄乃   | 小林治                  | 土屋浩幸                | 河村明夫       | 6月21日       |
| 第十三話   | 種痘所設立   | 高屋敷英夫 | 四分一節子              | 江上潔                  | 小林ゆかり     | 6月28日       |
| 第十四話   | コロリ参上   | 川嶋澄乃   | 郷敏治                  | 郷敏治                  | 渡辺和夫       | 7月5日        |
| 第十五話   | 投獄         | 高屋敷英夫 | 渕上真                  | 渕上真                  | 才木康寛       | 7月12日       |
| 第十六話   | 春の嵐       | 川嶋澄乃   | 水草一馬                | 山本恵                  | 梅原隆弘       | 7月19日       |
| 第十七話   | 帰還         | 高屋敷英夫 | 郷敏治                  | 郷敏治                  | 渡辺和夫       | 7月26日       |
| 第十八話   | 惜別         | 水上清資   | 小林治                  | 増原光幸                | 岩井優器       | 8月2日        |
| 第十九話   | 来訪者       | 川嶋澄乃   | 四分一節子              | 江上潔                  | 小林ゆかり     | 8月9日        |
| 第二十話   | 屯所付医師   | 水上清資   | 前田康成                | 有原誠治                | 北崎正浩       | 8月16日       |
| 第二十一話 | 歩兵組出陣   | 川嶋澄乃   | 小林治                  | 橋本三郎                | 西城隆詞       | 8月23日       |
| 第二十二話 | 暁の強襲     | 高屋敷英夫 | 前田康成                | いわもとやすお          | 高橋昇         | 8月30日       |
| 第二十三話 | 長州出兵     | 水上清資   | 小林治                  | 郷敏治                  | 渡辺和夫       | 9月6日        |
| 第二十四話 | 直訴         | 水上清資   | 水草一馬                | 真野玲                  | 北崎正浩       | 9月13日       |
| 第二十五話 | 夜明け       | 川嶋澄乃   | 前田康成 杉井ギサブロー | 杉井ギサブロー 増原光幸 | ふくだのりゆき | 9月20日       |

### 放送局
放送時間は中京テレビを除き、右記の出典を使用する。
| 放送局         | 放送日時    | 放送期間               | 備考       |
| -------------- | ----------- | ---------------------- | ---------- |
| 日本テレビ     | 水曜 0:50 - | 2000年4月5日 - 9月20日 | 制作局     |
| ミヤギテレビ   | 水曜 0:50 - | 2000年4月5日 - 9月20日 | 同時ネット |
| 熊本県民テレビ | 水曜 0:50 - | 2000年4月5日 - 9月20日 | 同時ネット |
| 福岡放送       | 木曜 1:20 - | 2000年4月 - 9月        |            |
| 中京テレビ     | 水曜 1:25 - | 2000年9月 - 2001年2月  |            |

| 日本テレビ 水曜 0:50枠                           | 日本テレビ 水曜 0:50枠 | 日本テレビ 水曜 0:50枠 |
| 前番組                                           | 番組名                 | 次番組                 |
| ------------------------------------------------ | ---------------------- | ---------------------- |
| MASTERキートン （この作品のみ火曜 0:50枠で放送） | 陽だまりの樹           | はじめの一歩           |

## テレビドラマ
2012年4月6日から6月22日まで、NHK BSプレミアムのBS時代劇枠で金曜20：00-20：45に放送された。全12回。お紺や平助など原作の主要人物が登場しない。

### キャスト
- 伊武谷万二郎：市原隼人
- 手塚良庵・語り：成宮寛貴
- おせき：黒川芽以
- 伊武谷千三郎：西岡徳馬
- おとね：池上季実子
- 手塚良仙：笹野高史
- お中：古手川祐子
- おつね：大塚シノブ
- お品：笛木優子
- 綾：大塚千弘
- 藤田東湖：津川雅彦
- 丑久保陶兵衛：小沢和義
- 多紀誠斎：目黒祐樹

- さと：山口あゆみ
- 多紀元迫：本城丸裕
- 清河八郎：土屋裕一
- 小野鉄太郎→山岡鉄太郎：尾関伸嗣
- 佐伯甚七郎：綾田俊樹
- 旦海貞徴：江藤漢斉
- 楠音次郎：西ノ園達大
- 伊東玄朴：佐々木睦
- 大槻俊斎：五辻真吾
- 原田磊蔵：大地泰仁
- 十三奴：江口ナオ
- 猪河玄昌：赤星昇一郎
- おつねの母：角南範子
- 品川雄二郎：福井晋
- 阿部正弘：石橋保
- 緒方洪庵：緒形幹太
- 井上清直：坂西良太
- ヘンリー・ヒュースケン：エリック・ボシック
- タウンセンド・ハリス：ルベル
- 福沢諭吉：崎本大海
- 森山多吉郎：大塚ヒロタ
- 川路聖謨：市川月乃助
- 堀田正睦：木下ほうか
- 西郷吉之助：蟹江一平
- 磯貝長八郎：山田純大
- 保谷兵吾：田島優成
- 吉田作ヱ門：佐野圭亮
- 高橋多一郎：前田倫良
- 橋本左内：小橋川よしと
- 堂玄：市山貴章
- 勝麟太郎：志村東吾
- 坂本龍馬：賀集利樹

### スタッフ
- 原作：手塚治虫
- 脚本：前川洋一
- 音楽：本多俊之
- 主題歌：指田郁也「花になれ」
- 演出：藤尾隆、山内宗信、岡野宏信
- 制作：NHKエンタープライズ
- 制作著作：NHK、テレパック

### 放送日程
| 放送回   | 放送日        | サブタイトル       | 演出     |
| -------- | ------------- | ------------------ | -------- |
| 第一回   | 2012年4月06日 | 若き獅子たち       | 藤尾隆   |
| 第二回   | 2012年4月13日 | 恋の鞘当て         | 藤尾隆   |
| 第三回   | 2012年4月20日 | 天地鳴動           | 山内宗信 |
| 第四回   | 2012年4月27日 | 異人との遭遇       | 山内宗信 |
| 第五回   | 2012年5月04日 | 父の仇             | 藤尾隆   |
| 第六回   | 2012年5月11日 | 蘭方医 対 漢方医   | 藤尾隆   |
| 第七回   | 2012年5月18日 | コロリと安政の大獄 | 山内宗信 |
| 第八回   | 2012年5月25日 | 求婚と暗殺         | 山内宗信 |
| 第九回   | 2012年6月01日 | 万二郎初陣         | 岡野宏信 |
| 第十回   | 2012年6月08日 | 禁じられた愛       | 岡野宏信 |
| 第十一回 | 2012年6月15日 | 運命の分かれ道     | 山内宗信 |
| 最終回   | 2012年6月22日 | 獅子たちの旅立ち   | 藤尾隆   |

| NHK BSプレミアム BS時代劇                           | NHK BSプレミアム BS時代劇 | NHK BSプレミアム BS時代劇 |
| 前番組                                              | 番組名                    | 次番組                    |
| --------------------------------------------------- | ------------------------- | ------------------------- |
| 陽炎の辻〜居眠り磐音 江戸双紙〜 （第1期アンコール） | 陽だまりの樹              | 薄桜記                    |